# 맥도날드에 대한 비판
맥도날드에 대한 비판에 관한 문서이다.

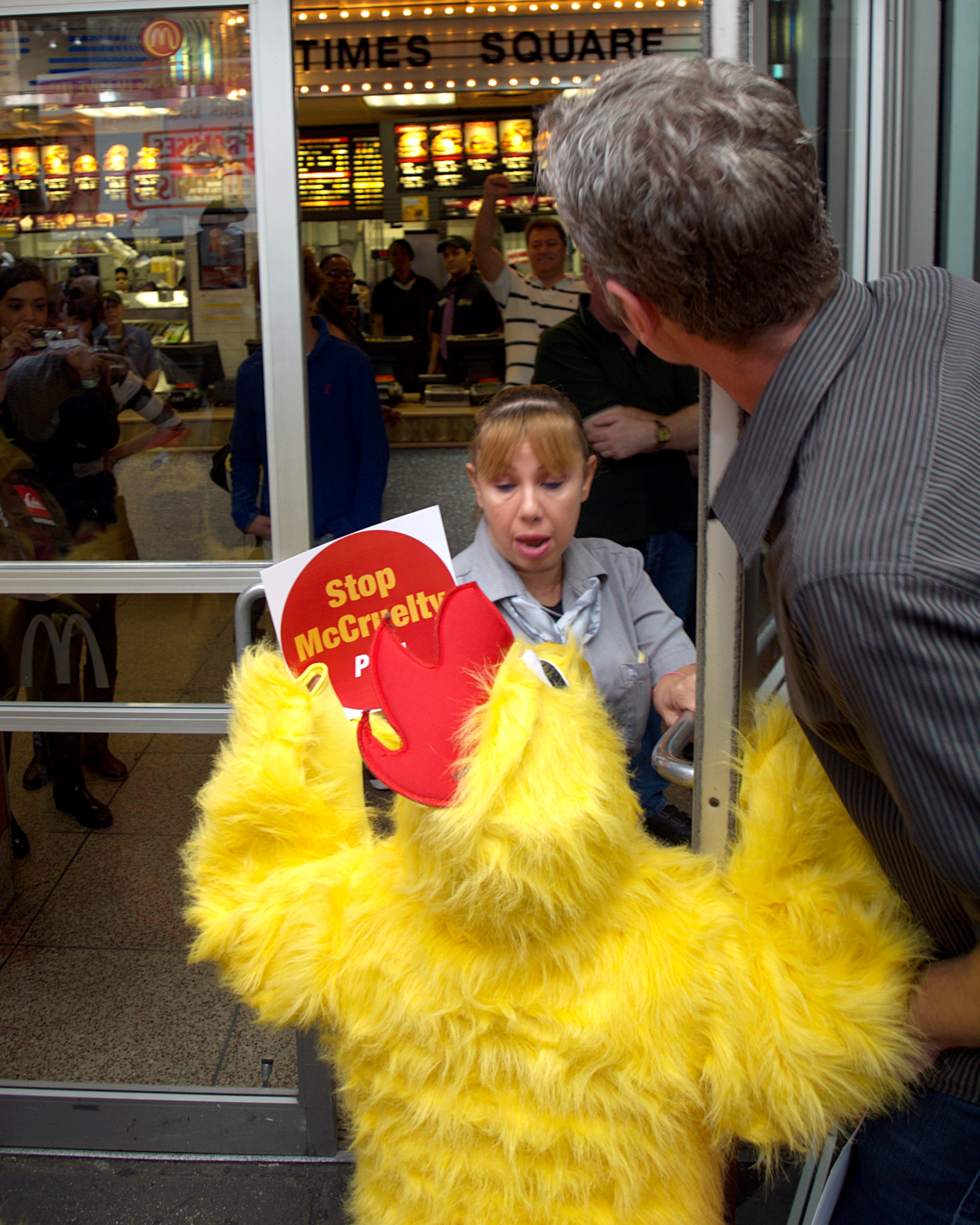
PETA 활동가가 닭으로 분장하고 타임스 스퀘어 맥도날드 매장 관리자에게 회사의 동물 복지 기준에 대해 항의하고 있다.

미국의 식당 체인 맥도날드는 제품의 건강 영향, 직원에 대한 대우, 운영의 환경 영향, 기타 사업 관행을 포함한 여러 사업 측면에서 비판을 받아왔다.

## 음식
1980년대 후반, 43세의 나이에 심장마비를 겪은 백만장자 사업가 필 소콜로프는 뉴욕, 시카고 및 기타 대도시의 신문에 전면 광고를 내고 맥도날드 메뉴가 미국인의 건강에 위협이 된다고 비난하며, 감자튀김을 튀길 때 쇠고기 지방 사용을 중단할 것을 요구했다.
1990년, 런던 그린피스(국제 단체 그린피스와는 무관함)라는 소규모 단체의 활동가들이 "맥도날드에 무엇이 문제인가?"라는 제목의 전단을 배포하며 맥도날드의 환경, 건강, 노동 기록을 비판했다. 맥도날드는 이 단체에 활동을 중단하고 사과할 것을 요구하는 서신을 보냈고, 두 명의 활동가가 물러서기를 거부하자 명예훼손 혐의로 고소하여 영국 민법상 가장 긴 소송 중 하나인 "맥리벨 소송"이 시작되었다. 맥리벨 재판을 다룬 다큐멘터리 영화는 여러 나라에서 상영되었다.
2001년, 에릭 슐로서의 저서 패스트푸드의 제국에는 맥도날드의 사업 관행에 대한 비판이 포함되었다. 비판 중에는 맥도날드(및 다른 패스트푸드 산업 내 기업들)가 정치적 영향력을 사용하여 사람들의 건강과 노동자들의 사회적 조건을 희생시키면서 이익을 증대시킨다는 주장이 제기되었다. 이 책은 또한 맥도날드가 어린이를 대상으로 하는 광고 기법에 대해서도 문제를 제기했다. 이 책은 다른 패스트푸드 체인도 언급했지만, 주로 맥도날드에 초점을 맞췄다.
2002년, 주로 힌두교 및 불교 채식주의 단체들은 맥도날드가 감자튀김을 채식주의용으로 잘못 표기하여 소고기 맑은국이 포함되어 있었다는 이유로 성공적으로 소송을 제기했다. 같은 해, 스페인 밴드 스카-P는 그들의 앨범인 ¡¡Que Corra La Voz!!에 맥도날드를 비판하는 "McDollar"라는 곡을 발표했다.

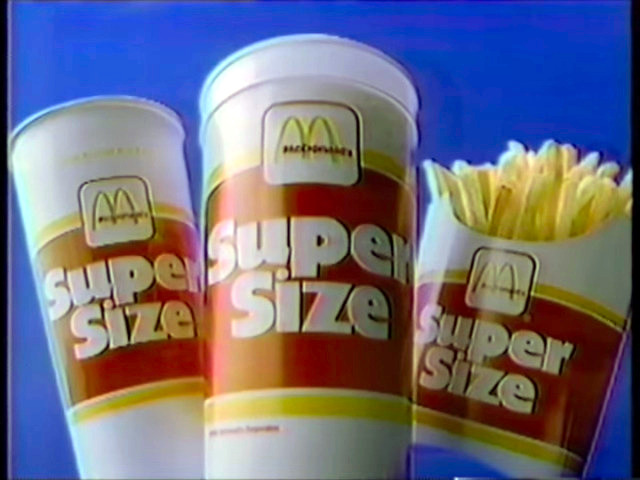
맥도날드는 2004년 다큐멘터리 슈퍼 사이즈 미 시사회 6주 후 "슈퍼 사이즈" 옵션을 없앴다.

모건 스펄록의 2004년 다큐멘터리 영화 슈퍼 사이즈 미는 맥도날드 음식이 사회의 비만증 증가에 기여하고 있으며, 회사가 고객에게 음식의 영양 정보를 제공하지 못하고 있다고 주장했다. 영화 시사회 6주 후, 맥도날드는 슈퍼 사이즈 옵션을 없애고 성인 해피밀을 만들겠다고 발표했다. 팻 헤드라는 반박 다큐멘터리는 슈퍼 사이즈 미의 불일치를 지적하고자 했다.

### 회사 비판에 대한 대응

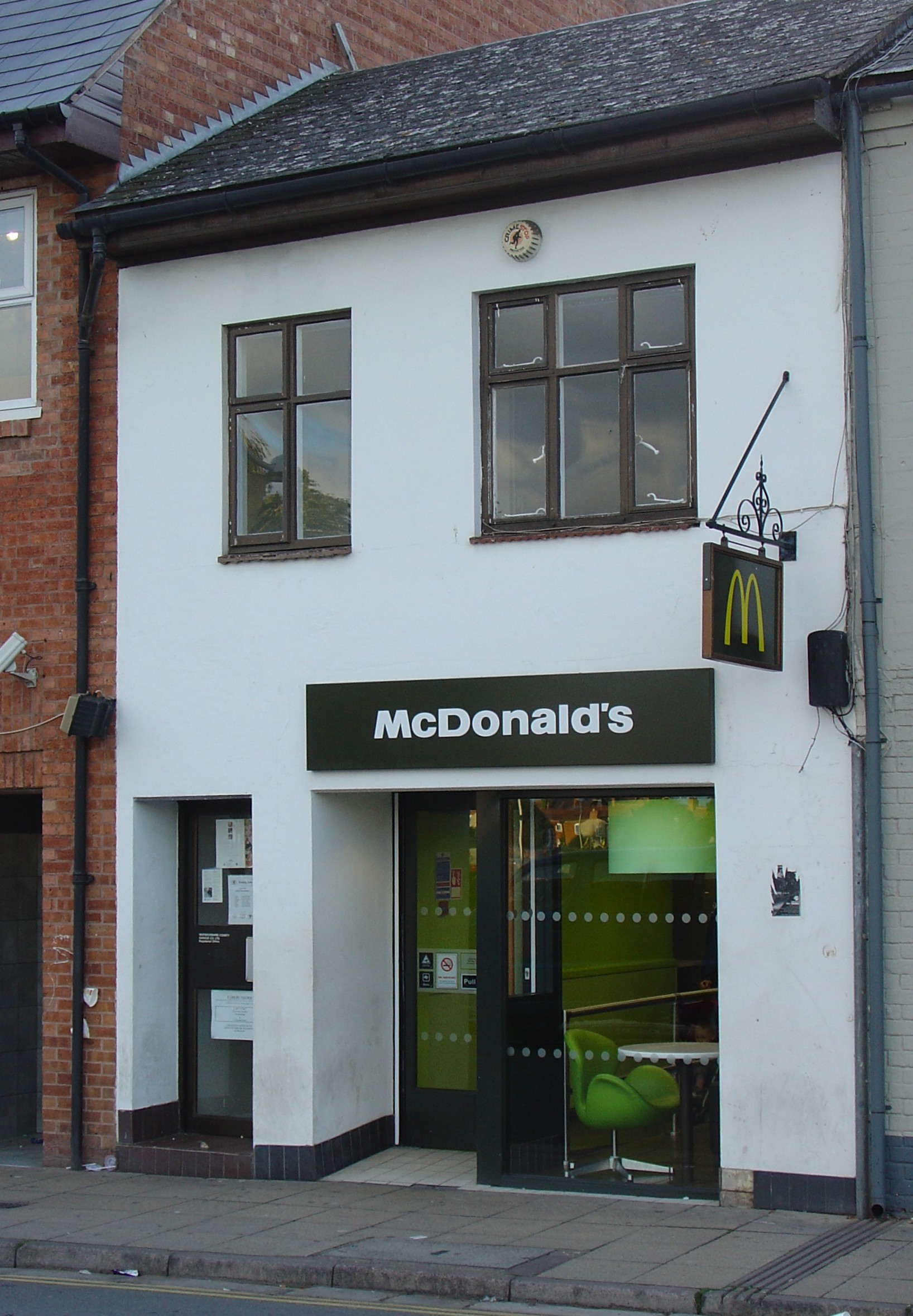
역사적인 스트랫퍼드어폰에이번의 눈에 띄지 않는 매장 전면

대중의 압력에 대응하여, 맥도날드는 메뉴에 더 건강한 선택지를 포함시키려 노력했으며, 채용 포스터에 "맥잡 치고는 나쁘지 않다"는 새로운 슬로건을 도입했다. 맥잡(McJob)이라는 단어는 1980년대 중반에 처음 등장했으며 캐나다 소설가 더글러스 커플랜드가 그의 책 제너레이션 X: 가속화된 문화에 대한 이야기에서 대중화시켰으며, 저임금, 미숙련, 전망이나 혜택이 거의 없고 안정성이 낮은 직업을 의미하는 버즈워드가 되었다. 맥도날드는 맥잡의 이러한 정의에 이의를 제기한다. 2007년, 회사는 아일랜드 텔레비전에서 "그것과 함께 직업을 원하십니까?"라는 슬로건으로 광고 캠페인을 시작하며, 자사의 일자리가 좋은 전망을 가지고 있다고 주장했다.
식품 원산지에 대한 소비자 인식 증가에 대응하기 위해, 이 패스트푸드 체인은 커피 원두와 젖의 공급업체를 변경했다. 영국 최고 경영자 스티브 이스터브룩은 "영국 소비자들은 구매하는 음식과 음료의 품질, 원산지, 윤리에 점점 더 관심을 기울이고 있다"고 말했다. 윤리적 소비자 시장에 진출하기 위해, 맥도날드는 환경 보호 단체인 레인포레스트 얼라이언스에서 인증한 재고에서 추출한 커피 원두를 사용하기 시작했다. 또한, 압력에 대응하여 맥도날드 영국 지사는 병에 든 우유와 따뜻한 음료에 유기농 우유 공급을 사용하기 시작했지만, 밀크셰이크와 미국의 모든 유제품에는 여전히 일반 우유를 사용한다. 2007년 파머스 위클리에 발표된 보고서에 따르면, 맥도날드가 사용하는 우유의 양은 영국 유기농 우유 생산량의 5%에 달할 수 있었다.
맥도날드는 2008년 5월에 미국과 캐나다에서 감자튀김에 트랜스 지방이 없는 식용유를 사용하고, 2018년 말까지 구운 식품, 파이, 쿠키에는 카놀라 기반의 옥수수 및 대두유를 사용하기로 변경했다고 발표했다.
CAK/CAS 도축 방식을 사용하는 공급업체로부터 닭을 조달하는 것과 관련하여, 맥도날드는 "현재 사용 중인 CAS 시스템이 동물 복지 관점에서 최적인지 여부를 결정하는 데 도움이 되는 더 많은 연구"가 필요하다고 말한다.

## 기업 관행
회사는 반대했지만, "맥잡"이라는 용어는 2003년 메리엄-웹스터 대학생 사전에 추가되었다. 이 용어는 "기술을 거의 요구하지 않고 발전 기회가 거의 없는 저임금 일자리"로 정의되었다. 메리엄-웹스터 비축전에는 "맥맨션"이라는 단어도 포함되어 있는데, 이는 과도하게 크고 호화로우며 때로는 형편없이 설계되거나 건설된 주택을 비판적으로 경멸적으로 지칭하는 용어로, 종종 교외나 전통적인 시골 지역의 새로운 개발지에 발견된다. 맥맨션은 조립 라인 공장 부품이나 패스트푸드 햄버거처럼 서로 구별하기 어려운 여러 개로 지어지는 경우가 많다.

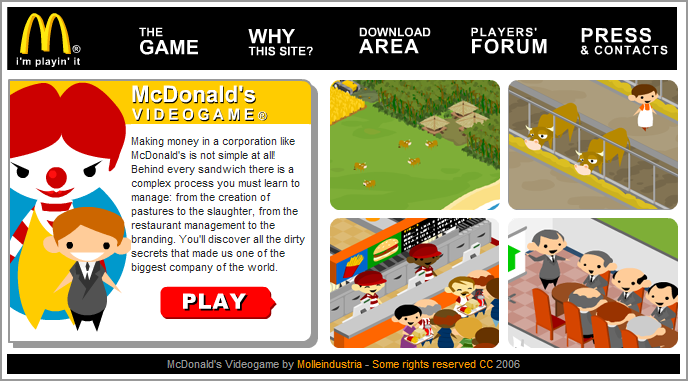
회사의 사업 관행을 풍자적으로 패러디한 맥도날드 비디오 게임의 스크린샷

2006년, 이탈리아 그룹 몰레인두스트리아가 승인 없이 제작한 맥도날드 비디오 게임이 온라인에 출시되었다. 이 게임은 타이쿤 스타일의 비즈니스 시뮬레이션 게임의 모습을 띠며 거대 기업의 사업 관행을 패러디한 것이다. 게임에서 플레이어는 맥도날드 CEO의 역할을 맡아 유전자 변형 소 사료 사용, 열대우림 개간, 공무원 부패 등 논란이 되는 관행을 사용할지 여부를 선택한다. 맥도날드는 이 게임과 거리를 두는 성명을 발표했다.
2014년 1월, 맥도날드는 프랑스에서 세금 회피를 위해 일련의 조세 조작을 사용했다는 비난을 받았다. 프랑스 당국은 2016년에 맥도날드 프랑스에 미납 이익 세금으로 3억 유로를 청구했다.
2020년 4월, 맥도날드는 중국 매장 내에 "흑인은 입장 불가"라는 문구가 표시된 영상이 공개된 후 사과했다.
2020년 10월, 맥도날드 아제르바이잔 지사는 나고르노카라바흐에서 아르메니아에 대한 아제르바이잔의 군사 작전을 지지하는 페이스북과 인스타그램 게시물로 비판을 받았다. 2020년 1월 현재 아르메니아에도 맥도날드 매장이 존재하지만, 그 중 어느 것도 글로벌 체인의 프랜차이즈는 아니었다.
2023년 6월, 맥도날드는 팬덤에서 팬이 운영하는 맥도날드 위키의 콘텐츠를 제거하고 광고로 대체하여 비판을 받았다. 회사는 팬덤에 비공개 금액을 지불하고 원래 캐릭터의 역사를 자세히 설명했던 그리매스 페이지를 일시적으로 체인점의 그리매스 쉐이크를 홍보하는 광고로 대체했다. 그리매스 기사의 저자인 네이선 스타인메츠는 자신의 기사 출처 조사 및 작성에 들인 노력이 제품 홍보를 위해 물거품이 되었다고 주장하며 이 결정에 강력히 항의했다. 스타인메츠는 위키가 사람들이 조건 없이 지식을 공유하는 마지막 장소 중 하나라고 덧붙이며, 팬덤의 이러한 움직임이 "IP 소유자가 팬덤이나 다른 사람에게 접근하여 사용자 생성 콘텐츠를 기본적으로 '억압'하고 보도 자료로 대체할 수 있다는 정말 나쁜 선례"를 남겼다고 여러 언론사에 밝혔다.
2024년 4월, 난퉁시에 있는 맥도날드 지점은 환불 영수증에 "shǎbī"라는 단어가 적혀 고객에게 사과했다. 이들은 담당 직원이 징계받았으며, 직원 교육 및 고객 서비스 절차를 개선하겠다고 약속했다.
맥도날드는 직원에 대한 학대를 금지하는 정책을 가지고 있지만, 영국 보고서에 따르면 관리자들이 젊은 직원들에게 성희롱 및 인종 차별적 학대를 가한 수많은 사례가 밝혀졌다.

## 환경 기록
맥도날드는 1970년대부터 환경 관행에 대한 비판을 받기 시작한 이래로, 재료 사용을 크게 줄였다. 예를 들어, 1970년대의 "평균 식사"—빅맥, 감자튀김, 음료—는 46 그램 (1.6 oz)의 포장재를 필요로 했지만, 오늘날에는 25 그램 (0.88 oz)만 필요하며, 이는 46% 감소한 것이다. 또한, 맥도날드는 배달 트럭에서 저장 용기로 직접 시럽을 펌핑하는 배달 시스템을 사용하여 콜라의 중간 용기가 필요 없게 되어 연간 two million 파운드 (910 tonne)의 포장재를 절약했다. 포장재 및 제품의 무게 감소와 대량 포장재 사용 증가는 궁극적으로 연간 twenty-four million 파운드 (11,000 tonne)의 포장재를 줄였다. 맥도날드의 포장재를 적게 사용하고 재활용 재료 사용을 장려하여 고형 폐기물을 줄이려는 노력은 미국 환경보호청의 인정을 받았다.
1990년, 맥도날드는 환경방위기금과 협력하여 음식 제품을 보관하는 조개껍데기 모양의 스티로폼 음식 용기 사용을 중단했다.
2008년 4월, 맥도날드는 잉글랜드 셰필드의 11개 매장에서 바이오매스 시범 프로그램에 참여하여 해당 지역의 폐기물 및 탄소 발자국을 절반으로 줄였다고 발표했다. 이 시범 프로그램에서 레스토랑의 폐기물은 베올리아 환경 서비스에서 수거하여 발전소에서 에너지 생산에 사용되었다. 맥도날드는 이 프로젝트를 확대할 계획을 발표했지만, 미국에 바이오매스 발전소가 부족하여 이 계획이 곧 국가 표준으로 채택되기는 어려울 것이다. 또한 유럽에서 맥도날드는 식물성 기름을 재활용하여 디젤 트럭용 연료로 전환하고 있다.
레스토랑의 에너지 사용량을 25% 줄이려는 노력의 일환으로, 맥도날드는 2009년 시카고에 시범 매장을 열어 전 세계 다른 매장에 이 모델을 적용할 계획이다. 맥도날드는 과거의 노력을 바탕으로, 특히 2000년에 스웨덴에 처음으로 친환경 아이디어를 도입한 매장을 개설한 데 이어, 시카고 매장은 빗물 관리, 더 많은 자연광을 위한 채광창 사용, 재활용품으로 만든 칸막이 및 탁자 설치 등의 조치로 에너지를 절약하도록 설계되었다.
2012년, 맥도날드는 스티로폼 커피컵을 다른 재료로 대체하는 실험을 진행할 것이라고 발표했다.
2018년, 맥도날드는 플라스틱 빨대 대신 종이 빨대를 아일랜드와 영국 그리고 호주에 도입하여 플라스틱 오염을 줄이려 했다. 네덜란드도 2020년에 뒤따랐고, 독일도 2021년에 그러했다.
2021년 1월, 맥도날드의 라틴 아메리카 및 카리브해 지역 매장을 운영하는 세계 최대 독립 프랜차이즈인 아르코스 도라도스는 UBQ 머티리얼즈에서 제조한 식품 트레이를 도입했다. 이 트레이는 음식물 쓰레기 부산물을 혼합하여 새로운 플라스틱 사용을 줄인다.
맥도날드는 일부 제품 용기를 생산하기 위해 옥수수 기반의 바이오플라스틱을 사용한다. 이 기술의 환경적 이점은 논란의 여지가 있는데, 비평가들은 생분해가 느리고 온실 가스를 발생시키며, 전통적인 플라스틱 폐기물 흐름에 바이오플라스틱이 오염되면 재활용 노력이 복잡해질 수 있다고 지적한다.
쓰레기 연구에 따르면 맥도날드는 전 세계적으로 가장 많이 버려지는 브랜드 중 하나이다. 2012년, 오스트레일리아를 깨끗하게 지켜라 연구에 따르면 맥도날드는 퀸즐랜드에서 가장 많이 버려지는 브랜드였다. 2009년, 영국을 깨끗하게 지켜라 역시 맥도날드가 영국 거리에서 가장 많은 패스트푸드 쓰레기를 배출하는 기업임을 밝혔으며, 전체의 29%를 차지했다. 이 관행에 대한 초기 항의 중 하나는 1994년 런던 그린피스가 회사가 맥리벨 소송에서 활동가들을 표적으로 삼은 것에 대응하여 시작한 "오퍼레이션 샌드-잇-백"이었다. 오퍼레이션 샌드-잇-백 참가자들은 맥도날드 쓰레기 30포대를 회사에 돌려보냈다. 2010년대에는 뉴질랜드와 잉글랜드에서도 비슷한 개인 시위가 일어났다.

### 동물 학대
맥도날드는 동물 권리 운동의 대상이 되어왔다. 2021년, 동물 반란은 대나무 타워를 사용하여 영국의 4개 유통 센터를 봉쇄하여 레스토랑에서 식품 부족을 야기했다. 이들은 맥도날드 공급망 내 "동물의 고통"을 동기 부여 요인으로 언급했다.

## 이스라엘-가자 분쟁 논란

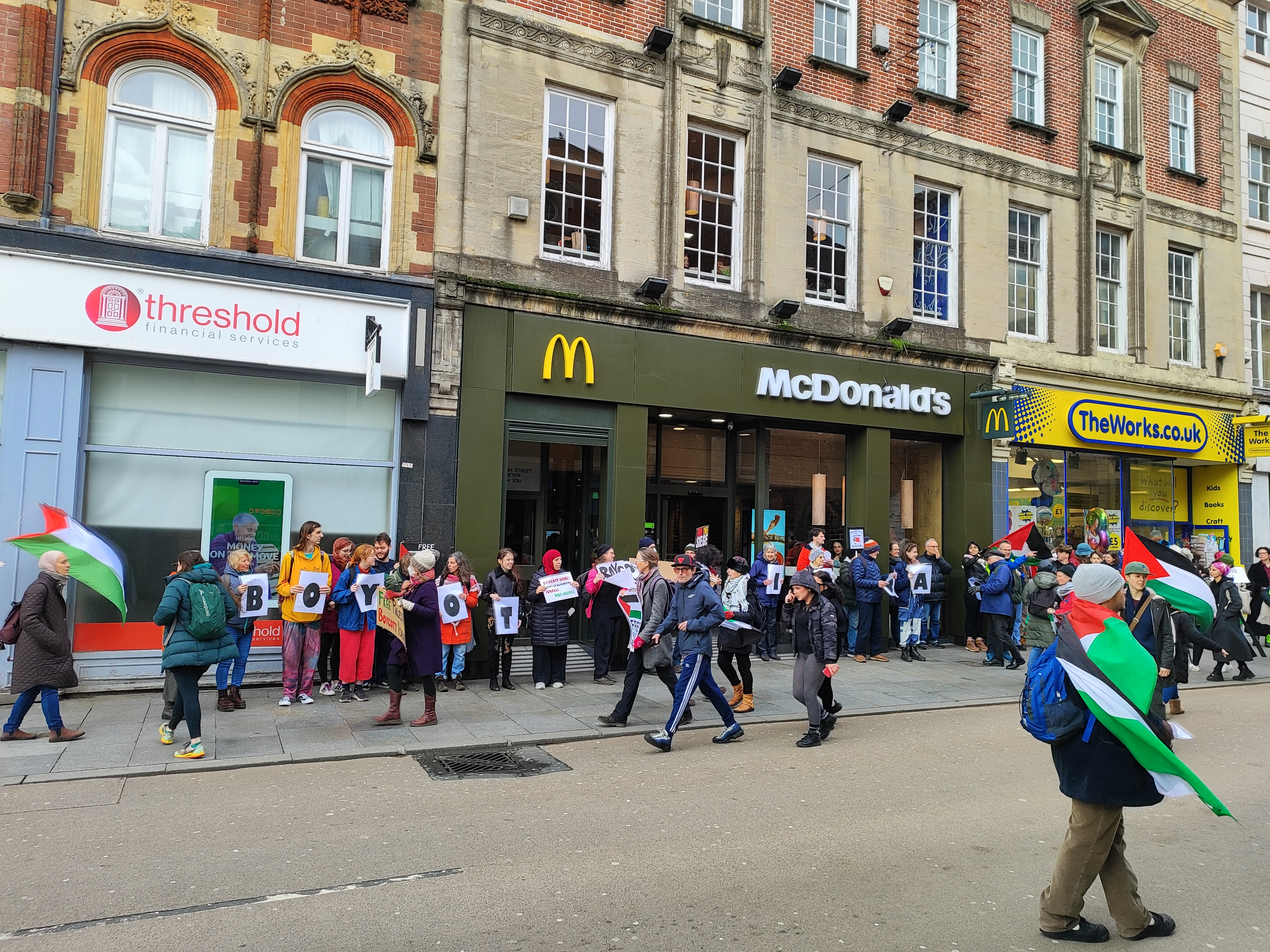
2024년 2월 10일 엑서터에 있는 맥도날드 밖에서 열린 친팔레스타인 시위

2023년 이스라엘-가자 전쟁 중, 가자지구에 대한 이스라엘 봉쇄가 진행되는 가운데, 이스라엘의 맥도날드가 팔레스타인에 대한 전쟁 범죄를 저지른 혐의를 받고 있는 이스라엘 방위군에게 무료 음식을 제공하자 비난을 받았다. 해시태그 #BoycottMcDonalds는 소셜 미디어에서 전 세계적인 인기를 얻었다. 레바논과 이집트의 레스토랑 밖에서도 이 조치에 항의하는 대규모 시위가 열렸다. 튀르키예와 파키스탄과 같은 다른 나라의 맥도날드 지점들은 이스라엘 브랜드와 거리를 두었다.
2024년 1월, 맥도날드 CEO 크리스 켐프친스키는 반발을 인정하며 "중동의 여러 시장과 지역 외 일부 시장은 전쟁 및 관련 잘못된 정보로 인해 맥도날드와 같은 브랜드에 영향을 미치는 상당한 사업적 영향을 받고 있다"고 밝혔다.
2024년 4월, 맥도날드는 이스라엘 프랜차이즈인 알론얄과 협상하여 225개 모든 매장을 회사에 다시 인수하기로 합의했다.

## 법적 사건
맥도날드는 여러 소송 및 기타 법적 사건에 연루되어 왔으며, 대부분은 상표 분쟁과 관련이 있었다. 회사는 많은 식품 사업체에 상호에서 Mc 또는 Mac을 빼지 않으면 법적 조치를 취하겠다고 위협했다.

### 호주
2007년 4월, 서호주 퍼스에서 맥도날드는 한 매장에서 15세 미만 아동을 고용한 것과 관련하여 5건의 혐의를 인정하고 8,000 호주 달러의 벌금을 부과받았다.

### 유럽 연합
2017년 4월, 아일랜드 패스트푸드 체인 슈퍼맥스는 맥도날드가 "상표 괴롭힘; 브랜드 이름을 등록하여 ... 단순히 미래 경쟁자에게 사용하기 위한 전쟁 비축물로 보관하고 있다"고 주장하며 유럽 연합 재산국에 맥도날드가 유럽 연합 내에서 소유한 상표를 취소해 달라는 요청을 제출했다. 이는 해당 상표로 인해 슈퍼맥스가 아일랜드 밖으로 확장하는 것이 불가능했기 때문이었다. EUIPO는 맥도날드가 많은 상표의 "진정한 사용을 입증하지 못했다"고 판단하여 슈퍼맥스에게 유리한 판결을 내렸고, 유럽 연합 내에서 맥도날드가 소유한 "빅맥" 및 특정 "Mc" 관련 상표를 취소했다.
버거킹은 맥도날드를 "조롱"하며 "빅맥처럼 육즙이 풍부하지만", "빅맥처럼 크지만 실제로는 크고" 그리고 "빅맥과 비슷하지만 물론 불에 구운" 등 원래 햄버거를 조롱하는 "빅맥" 단어를 포함한 이름을 샌드위치에 붙여 대응했다.

### 말레이시아
2009년 9월 8일, 맥도날드 말레이시아 지사는 맥커리라는 이름을 사용하는 다른 식당을 막기 위한 소송에서 패소했다. 맥도날드는 말레이시아 최고 법원인 연방 법원에 항소했지만 패소했다. 2016년 12월 29일, 맥도날드 말레이시아는 전국 매장에서 할랄 인증을 받은 케이크만 허용된다는 성명을 발표했다.

### 영국
영국 역사상 가장 길었던 법적 소송은 회사의 여러 측면을 비판한 두 피고를 상대로 한 맥리벨 소송이었다. 재판은 10년 동안 진행되었고 130명의 증인이 출석했다. 유럽인권법원은 소송 당사자들의 불균등한 자원이 피고의 언론 자유 권리를 침해하고 재판을 편향되게 했다고 판단했다. 이 결과는 맥도날드에게 "홍보 재앙"으로 널리 인식되었다.

### 미국
1994년 법정 소송인 리백 대 맥도날드 식당은 맥도날드가 커피를 너무 뜨겁게 제공하여 쏟아졌을 때 몇 주간의 입원과 피부이식 수술이 필요한 3도 화상을 입혔다는 관행을 조사했다. 재판 결과는 원고인 81세 스텔라 리백에게 286만 달러(2024년 기준 $4.93백만 달러에 해당)가 지급되는 판결이었다. 이 금액은 나중에 64만 달러(2024년 기준 $1.1백만 달러에 해당)로 줄어들었다.
2019년, 맥도날드 직원 제나 라이스는 직장에서의 성희롱 허용을 이유로 식당 체인을 고소했으며, 작업 환경을 "유해하다"고 묘사했다.